# Piéton (ruisseau)
Pour les articles homonymes, voir Piéton (homonymie).
Le Piéton est un ruisseau de Belgique, long de 30 km, affluent de la Sambre, et dont le cours dessine un demi-cercle ouvert vers le sud,. 
Le ruisseau aurait donné son nom au village de Piéton.

## Hydronymie
Au VIIIe siècle, le ruisseau Piéton était appelé en langue latine « Piccto fluvius » (Tacheté rivière). L’origine du nom de Piccto viendrait du mot 
pinctus, dérivant de pictus, participe passé du verbe peindre (j’ai peint, tacheté). La maladie de peau variole qui vient du latin variola (tacheté), se nomme piccto en langue provençal . En 866, le ruisseau Piéton est listé dans le polyptyque de l’abbaye Saint-Pierre de Lobbes: 
« Sunt in castello Hunia bunr. VII et in Rodo trans fluvium Pintum mansi VIII solventes unusquisque Kal. januarii solum denar. V et scindulas C. libras II et solid. V. »
— L'évêque Jean de Cambrai, polyptyque de l’abbaye Saint-Pierre de Lobbes,
Traduction : « Il y a VII bunr. dans le village Heigne et VIII manses à Roux au-delà du Piéton libéré un chaque cal. janvier seulement V sous et 100 scindulas II libras et V solides »

## Géographie
Le Piéton est un ruisseau de Belgique coulant en province de Hainaut, affluent de la Sambre en rive gauche. Le Piéton arrose six communes : Anderlues de l’arrondissement de Thuin et cinq communes de l’arrondissement de Charleroi : Fontaine-l'Évêque (dont Forchies-la-Marche), Chapelle-lez-Herlaimont (dont Piéton et Godarville), Courcelles (dont Trazegnies et Gouy-lez-Piéton), Pont-à-Celles (dont Luttre, Viesville et Thiméon) et Charleroi (Gosselies, Jumet, Roux, Monceau-sur-Sambre, Marchienne-au-Pont, et Dampremy). 
Le Piéton prend sa source à 185 mètres d'altitude à Fontaine-l'Évêque sur le plateau de Anderlues et descend vers le nord. Après avoir traversé le village de Piéton, il fait sur 500 mètres la limite entre ce village et Trazegnies et reçoit le ruisseau de Trazegnies. Il suit ensuite la limite entre Trazegnies et Chapelle-lez-Herlaimont jusqu’à 126,10 mètres au canal Bruxelles-Charleroi (voie navigable belge no 30). Le Piéton longe le canal vers l’est, jusqu’à 120 mètres à Luttre où il redescend vers le sud pour atteindre une altitude de 101 mètres. Il reçoit successivement les eaux des ruisseaux d'Obaix-Buzet, d'Odomont et du Thiméon un peu en aval de Luttre puis se jette dans la Sambre à Dampremy (Charleroi).
Par la Sambre, le Piéton apporte son bassin de 194 km2 aux 36 000 km2 du grand bassin de la Meuse. Les précipitations abondantes en hiver du climat océanique lui confèrent un régime pluvial. 
Son eau, jadis claire et profonde, et qui abondait en truites et en écrevisses, est actuellement noire et bourbeuse.

## Histoire
En 500 av. J.-C., le Piéton marque la frontière entre les peuples Celtes : à l’ouest, les Nerviens et à l’est, les Tongres (Aduatuques et Éburons). 
Les Nerviens habitent en amont du Piéton : Anderlues, Fontaine-l'Évêque et Chapelle-lez-Herlaimont. 
Les Tongres (Aduatuques et Éburons) occupant la civitas des Tongres habitent en aval du Piéton: Courcelles, Pont-à-Celles, et Charleroi. 
En 57 av. J.-C., Jules César les vainc lors de la bataille du Sabis et les rattache à la république romaine par la province de Gaule belgique qui a pour chef-lieu Reims. 
Les Romains construisent la chaussée romaine de Bavay à Cologne appelée « Chaussée Brunehaut » qui va de Bavay à Tongres et Cologne. 
Cette chaussée enjambe deux fois le Piéton : 
- la première, aux quatre bras de Tiripont séparant quatre sections : la section B de la division no 4 de Trazegnies, la section C de la division no 5 de Gouy-lez-Piéton, la section B et la section C de la division no 1 de Chapelle-lez-Herlaimont et où se croise la chaussée romaine allant de Morlanwelz au château de la Haye de Gouy-lez-Piéton avec la rue de Malaise allant de Chapelle-lez-Herlaimont à Trazegnies[13].

- la deuxième, entre le Champ du Boussinage au lieu-dit La Bowette de la section A de Viesville et le Pré de Larmoulin de la section C de la première division de Pont-à-Celles, à 300 mètres en amont de l'embouchure du ruisseau Tintia. La chaussée venant du château de la Haye de Gouy-lez-Piéton remonte vers Geminiacum [14],[15],[16],[17].

En 40, le Piéton marque la frontière entre la civitas des Nerviens de la province romaine de Gaule belgique (métropole Reims) et la civitas des Tongres de la province romaine de Germanie Inférieure (Seconde) (métropole Cologne). 
En 296, la civitas des Nerviens appartient à la Belgique Inférieure (Seconde) (métropole Reims). 
Au IXe siècle, le haut-Piéton est occupé par le comté de Mons (Hainaut) appartenant à l'ancienne civitas des Nerviens et comportant Anderlues, Fontaine-l'Évêque et Piéton. 
Le bas-Piéton est occupé par le comté de Namur (Fagne ou Lomacensis) appartenant à l'ancienne civitas des Tongres et occupant Chapelle-lez-Herlaimont, Pont-à-Celles, Courcelles et Charleroi.
Les villages du Piéton sont disputés entre ces deux comtés relevant du Saint-Empire romain germanique. 
Entre le IXe siècle et Xe siècle, le comté de Namur (Fagne) cède Chapelle-lez-Herlaimont au comté de Mons, ainsi que Trazegnies, Gouy-Lez-Piéton, Pont-à-Celles, Courcelles, Gosselies, Jumet et Roux au comté de Louvain et Marchienne-au-Pont avec Monceau-Sur-Sambre à la principauté de Liège. 
Le comté de Namur ne garde que Thiméon, Viesville, Dampremy, Charleroi et Luttre mais cède ce dernier au comte brabençon en 960. 
Entre le XIe siècle et XIVe siècle, Trazegnies, Courcelles et Roux sont cédés par le duché de Louvain (Brabant) au comté de Mons (Hainaut), et Jumet avec Gosselies au comté de Namur qui cède Dampremy à la principauté de Liège.

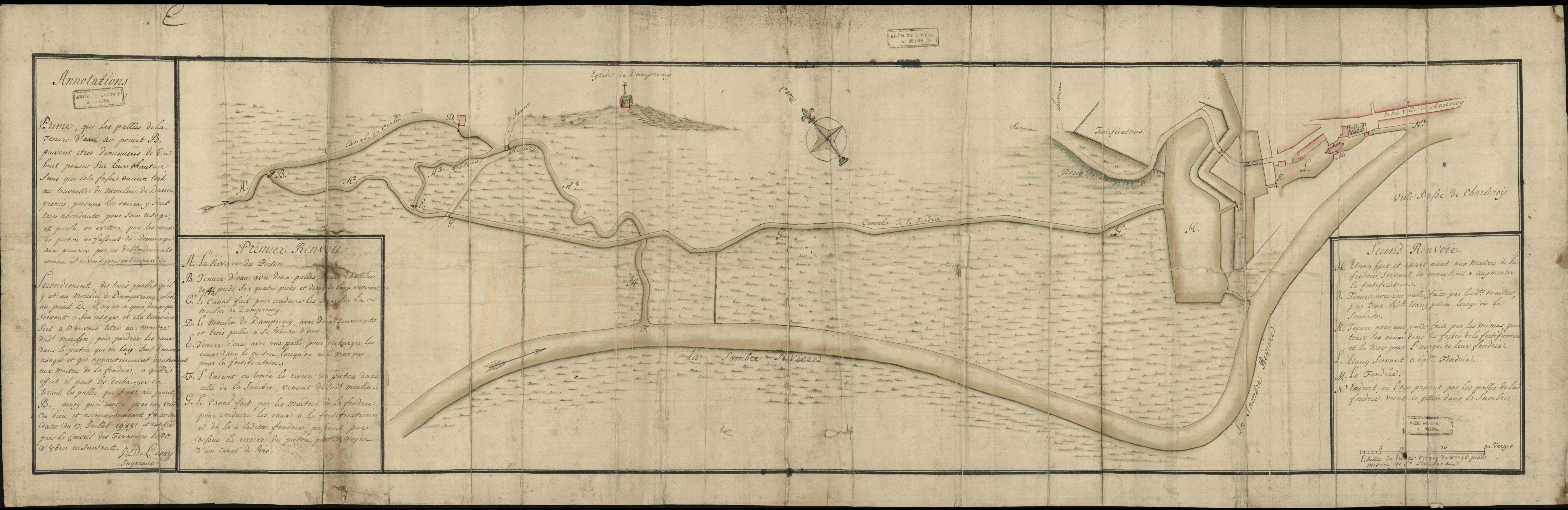
Canal de la Fenderie. Plan levé en 1688.

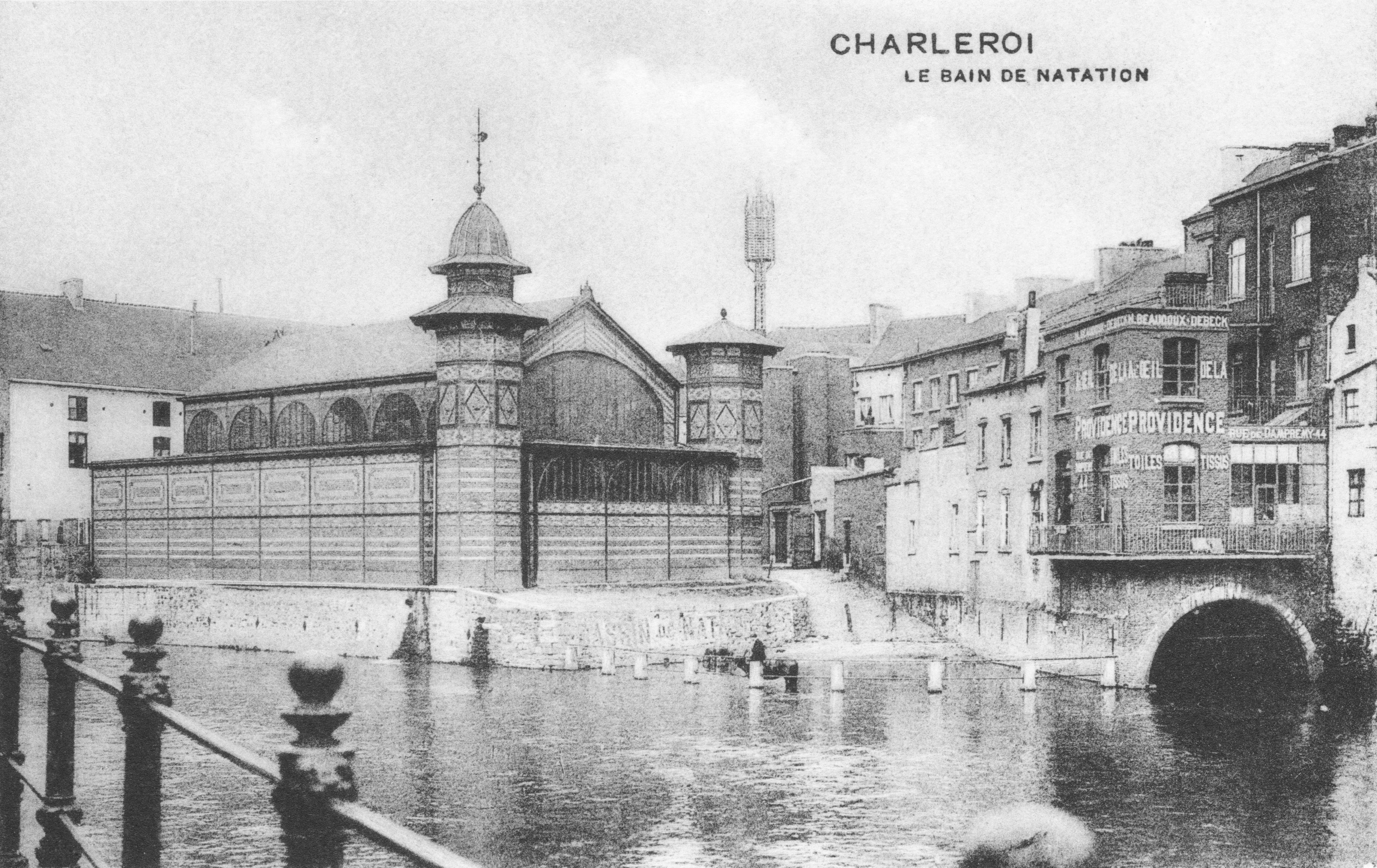
A droite de la photo, le confluent du Piéton et de la Sambre à l'extrémité du canal de la fenderie (années 1920).

À la fin du XVIIe siècle, le cours du Piéton a été prolongé jusqu'à Charleroi pour actionner les machines d'une fenderie d'où le fait que ce canal est souvent désigné sous le nom de « canal de la Fenderie ». Il partait du coude du ruisseau avant son embouchure et se dirigeait vers la ville pour alimenter un étang qui protégeait en même temps la forteresse.
En 1780, Chapelle-lez-Herlaimont, Trazegnies et Roux sont cédés par le comté de Mons (Hainaut) au duché de Louvain (Brabant) qui reçoit Gosselies et Jumet du comté de Namur. 
Le 31 août 1795, la convention nationale de Paris réunit tous les villages du Piéton dans le département français de Jemmapes qui remplace le comté de Mons, avec l'apport de villages des trois autres états: 
- Chapelle-lez-Herlaimont, Godarville, Trazegnies, Luttre, Gosselies, Jumet et Roux du duché de Louvain;
- Luttre, Thiméon, Viesville, et Charleroi du comté de Namur;
- Marchienne-au-Pont, Monceau-Sur-Sambre et Dampremy de la principauté de Liège;

Le 24 août 1815, la loi fondamentale néerlandaise du gouvernement de La Haye place le Piéton dans la province de Hainaut qui remplace le département de Jemmapes.  
Le 22 septembre 1832, le Piéton est relié à l'Escaut par un de ses affluents, la Samme, par le tunnel de Bête-Refaite qui est creusé entre la Samme à Seneffe et le Piéton dans la vallée de Vanderbeek entre Godarville et les Culots à Gouy-lez-Piéton, permettant au baquet de Charleroi de transporter 70 tonnes  jusqu'à Molenbeek-Saint-Jean à Bruxelles par les 55 écluses du canal Bruxelles-Charleroi,,. En 1948, une grande tranchée à ciel ouvert  est creusée à côté du tunnel permettant la navigation des péniches de classe CEMT n°IV de 1 350 tonnes,.

## Aménagements
La source principale du Piéton se situe au croisement de la rue de Mons et la rue du Calvaire à Fontaine-l’Évêque. 
À 8,9 km, il reçoit sur sa rive gauche le ruisseau de Claire-Fontaine qui vient de la Réserve Ornithologique de Claire-Fontaine de Godarville, formant la « Vallée du Piéton » . 
À 9,9 km, il se jette dans la rive gauche du canal Bruxelles-Charleroi: en amont le canal arrive de Godarville (rive droite) et des Culots (rive gauche) et en aval, il descend vers Gouy-Lez-Piéton (rive droite) et La Flèchère (rive gauche). 
À 10,8 km, il reçoit sur sa rive droite le ruisseau de Trazegnies qui vient de Trazegnies. 
À 12,4 km, il reçoit sur sa rive gauche le ruisseau de Mornelmont au hameau du Pré de la Chèvre qui remonte jusqu'au hameau de Mornelmont de Gouy-Lez-Piéton. 
À 14,2 km, il reçoit sur sa rive droite le ruisseau de l’étang de l’Aunoi (ou de Launoy) de Pont-à-Celles accessible par la rue de Launoy. 
À 14,4 km, il reçoit sur sa rive gauche le ruisseau de Bernimont (ou Biernimont) au hameau de Heriamont qui remonte jusqu’au hameau de Bernimont de Pont-à-Celles. 
À 14,6 km, il reçoit sur sa rive gauche le ruisseau de Buzet. 
À 16,9 km, il reçoit sur sa rive droite le ruisseau de Chantrenne (ou Chanteraine). 
Le ruisseau de Chantrenne naît au Champ de la Potte à Pont-à-Celles, marque la limite nord de l’athénée royal, passe sous la rue de l’Église, l’allée Célestin Freinet, sous la ligne ferroviaire no 117 (Braine-le-Comte – Luttre), et se jette dans le Piéton. 
À 16,9 km, il reçoit sur sa rive droite le ruisseau de Cossuvelle (ou Cossuelle). 
Le ruisseau de Cossuvelle naît à la ferme du Bois de Couria (ou Courriaulx) au hameau du Champ de Courriaulx de Pont-à-Celles. Il passe sous la rue des Champs, la rue de l'Arsenal, sous la rue de l'atelier, sous les lignes ferroviaires no 119 (Luttre - Châtelet), no 120 (Luttre – Trazegnies), et no 124, puis sous l'avenue de la Gare au hameau du Champs du Cheval, et se jette dans le Piéton. 
À 17,2 km, il reçoit sur sa rive gauche le ruisseau Rampe qui remonte à Luttre. 
À 17,8 km, il reçoit sur sa rive gauche le ruisseau de Liberchies  au hameau les Trioux qui remonte à Luttre. 
Le ruisseau de Liberchies naît au Champ du Marais à Liberchies, passe sous l’A54, puis sous la rue Picolome et reçoit le ruisseau du Natry. 
Le ruisseau du Natry naît au bord de la N586, qui longe le Champ de Longue Hache à Liberchies. Il traverse le Champ de Saint-Aubert, passe sous l’A54, traverse le Champ des Natrys, passe sous le chemin de Natry, forme l’étang de pêche du Trieu du Bois au lieu-dit Les Trioux à Luttre et se jette dans le ruisseau de Liberchies. 
À 19,3 km, il reçoit sur sa rive gauche le ruisseau Le Tintia (ou Thiméon) au hameau du Champ de la Boelle à Viesville. 
À 20,0 km, il reçoit sur sa rive droite le ruisseau du bois du Couria (ou Courriaulx) qui remonte au hameau de la Chaussée jusqu'au bois du Couria (ou Courriau) à Pont-à-Celles. 
À 20,7 km, il reçoit sur sa rive droite le ruisseau de la Fontaine aux Crapauds au lieu-dit Champ de Fayat à Pont-à-Celles. 
Le ruisseau de la Fontaine aux Crapauds naît au Hameau de la Glacerie à Courcelles, passe sous l'A15 (E42), traverse le lieu-dit Sous la Grange et reçoit le ruisseau de la Justice. 
Le ruisseau de la Justice naît au Hameau de Sartis à Courcelles (300 mètres cubes par 24h), traverse le lieu-dit Closure à Lannoy, passe sous l’ancienne ligne de chemin de fer no 120 (Luttre – Trazegnies) et rejoint le ruisseau de la Fontaine aux Crapauds. 
Le ruisseau de la Fontaine-aux-Crapauds, descend au lieu-dit Champ de Fayat et reçoit le ruisseau du Bosquet Grégoire. 
Le ruisseau du Bosquet-Grégoire naît au Prés du Bucq à Courcelles, passe sous l'A15 (E42), traverse le lieu-dit de Petite Hamal et rejoint le ruisseau de la Fontaine aux Crapauds. 
Le ruisseau de la Fontaine aux Crapauds, descend au lieu-dit Le Braibant et se jette dans le Piéton. 
À 22,1 km, il reçoit sur sa rive gauche le ruisseau de Saussy qui remonte au Hameau de Trévisseau jusqu’au Bois du Saussy. 
À 22,2 km, il reçoit sur sa rive droite le ruisseau de Wartonlieu au Bois d’Hamal, prenant naissance au Champ du Fanuée à Courcelles (50 mètres cubes par 24h). 
À 22,4 km, il reçoit sur sa rive gauche le ruisseau de Sauci qui remonte au lieu-dit Les Bancs de Gosselies. 
Le ruisseau de Sauci naît au Champ du Sauci à Thiméon, traverse le lieu-dit Bierniprez à Gosselies, longe le terril de Trévieusart (ou terril du Grand Conti), le lac le Lagon Bleu du Grand Conty qui accueille l'une des plus importantes populations de crapauds calamite de la région et se jette dans le Piéton au lieu-dit Les Bancs. 
À 22,5 km, il reçoit sur sa rive gauche le ruisseau de Leuze sous le pont de la N582 à Gosselies. 
Le ruisseau Leuze naît au Parc rue du Spinois à Gosselies, passe sous la rue de l’Observatoire, passe sous l'A54 et reçoit le ruisseau du Rosaire.
Le ruisseau du Rosaire (Roseres ou Rosières) naît au parc Bivort à Jumet, passe sous la rue Vigneron, traverse le lieu-dit les Petits Blancs, passe sous la route Ravel no 1 centre, passe sous le pont Mahotte (rue Docteur Picard), traverse le lieu-dit Grand Bancs et se jette dans le ruisseau de la Leuze à Gosselies. 
Le Leuze passe sous le pont du Rosaire (rue du Rosaire) à Gosselies, se divise en deux branches (sud et nord): la branche sud passe sous la rue Léopold et se jette dans le Piéton, la branche nord passe sous la N582, rejoint le Sauci qui se jette dans le Piéton au lieu-dit Les Bancs. 
À 25,5 km, il reçoit sur sa rive droite le ruisseau de Plomcot ou Moulin de Souvret au lieu-dit des Près des Bancs du Roux à Roux. 
À 26,1 km, il reçoit sur sa rive gauche le ruisseau de Sarty au hameau de Zezelies provenant du hameau Sarty à Roux. 

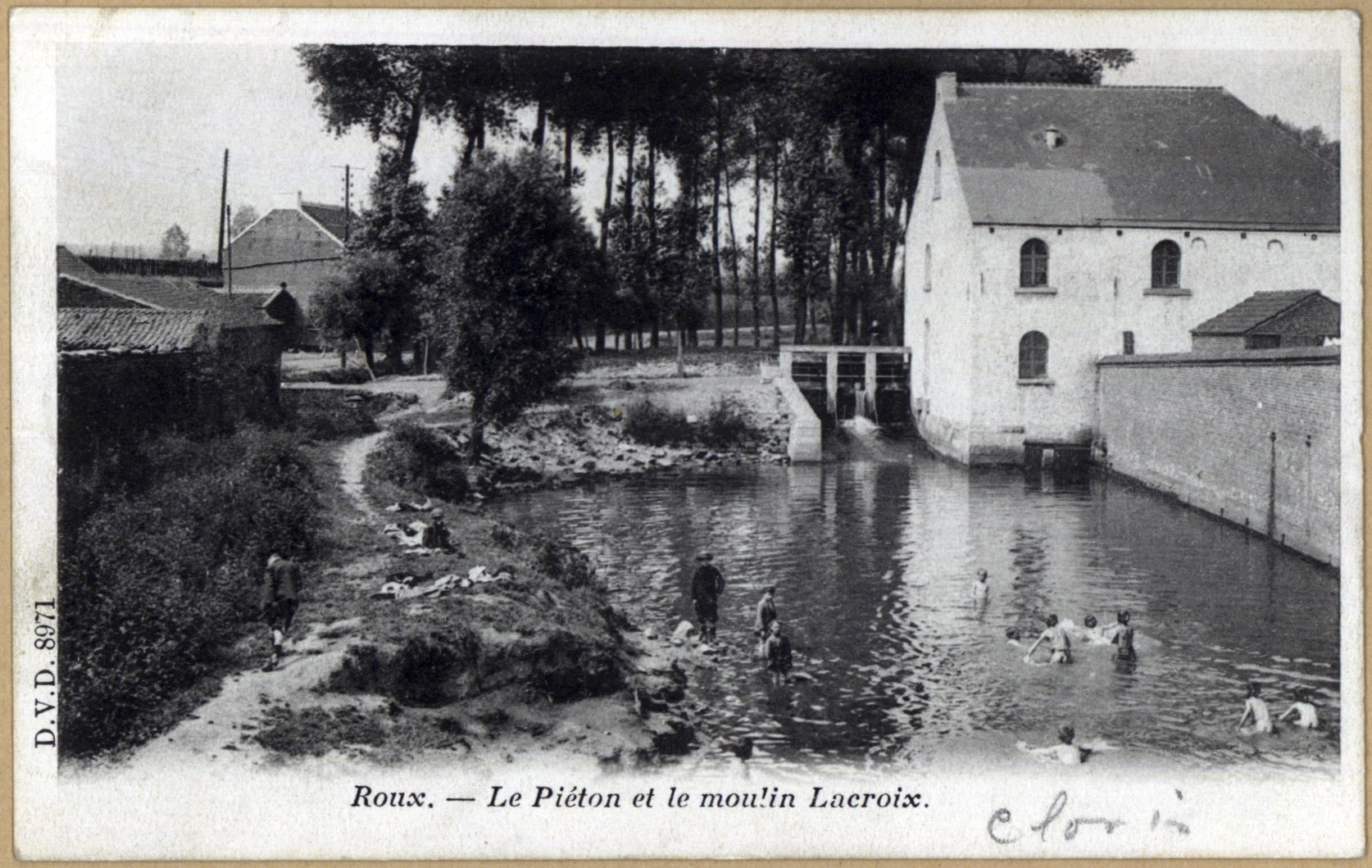
Le Piéton et le moulin Lacroix (début du XX) à Roux démoli en 1952 pour élargir le canal.

À 26,5 km, il reçoit sur sa rive droite le ruisseau de Judonsart. 
Le ruisseau de Judonsart, encore appelé "Ry à Sorcières", naît derrière le cimetière de Goutroux, passe sous la rue des Déportés, sous la rue Trou Barbeau et le Ravel 3 , longe au sud le terril de la Borne des Quatre Seigneuries, le Bois de Monceau et le Centre d'Enfouissement Technique , passe sous la N583, au nord de la Cité Malghem, sous la N584  et les lignes de chemin de fer no 112 et no 124, avant d'alimenter le Piéton à Roux. 
À 30,3 km, le Piéton se jette dans la Sambre à la Blancherie à Dampremy.